# Monnina oblanceolata
Monnina oblanceolata är en jungfrulinsväxtart som beskrevs av Ramón Alejandro Ferreyra. Monnina oblanceolata ingår i släktet Monnina och familjen jungfrulinsväxter. Inga underarter finns listade i Catalogue of Life.